# Tomasz Jurek (artysta)
Tomasz Jurek (ur. 1983 w Poznaniu) – polski artysta, grafik, doktor sztuki, nauczyciel akademicki zatrudniony na stanowisku adiunkta w Uniwersytecie Artystycznym im. Magdaleny Abakanowicz w Poznaniu, członek grupy artystycznej Grupa 404 oraz Stowarzyszenia Introligatorów Polskich.

## Życiorys
Studiował na Wydziale Grafiki Akademii Sztuk Pięknych w Poznaniu (obecnie Uniwersytet Artystyczny im. Magdaleny Abakanowicz w Poznaniu) na kierunku Grafika – komunikacja wizualna. W 2008 roku obronił dyplom w pracowni Ilustracji i Wydawnictw prof. Mirosława Adamczyka w zakresie projektowania graficznego oraz w zakresie grafiki warsztatowej w Pracowni Offsetu prof. Grzegorza Nowickiego. Studiował również w Wyższej Szkole Sztuk Pięknych w Bratysławie w ramach programu wymiany uniwersyteckiej CEEPUS.
Po ukończeniu studiów magisterskich pracował jako grafik kreatywny przy wielu różnych projektach jako pracownik pełnoetatowy i jako freelancer w Londynie i w Poznaniu.
W 2019 roku otrzymał stopień doktora w dziedzinie sztuki. Praktyczną częścią jego rozprawy doktorskiej była instalacja graficzna. Prowadzi działalność naukową w dyscyplinie sztuki plastyczne i konserwacja dzieł sztuki.
W latach 2021–2024 pełnił funkcję kierownika studiów niestacjonarnych na Wydziale Grafiki i Komunikacji Wizualnej w Katedrze Grafiki. W 2024 roku został powołany na Pełnomocnika Rektora ds. jakości kształcenia. Od 2024 roku pełni funkcję prodziekana Wydziału Grafiki Artystycznej. Obecnie prowadzi V Pracownię Grafiki – Introligatorstwa i Sztuki Książki.

## Twórczość
Tomasz Jurek to artysta, którego twórczość wykracza poza tradycyjne granice sztuki, angażując odbiorcę w głęboką interakcję z dziełem.
W pracy „Strefa napięć” Jurek pokazuje, jak rzeczy, które nie zostały zaakceptowane w przeszłości, mogą powrócić w zmienionej formie i zdobyć akceptację. Artysta podkreśla, że sposób prezentacji wpływa na odbiór – to, co dawniej budziło niechęć, dzięki łagodniejszej i bardziej wyrafinowanej formie, może zostać zaakceptowane współcześnie.
Jego prace balansują na granicy formy estetycznej i użyteczności, prowokując pytania o sens przedmiotów codziennego użytku i ich funkcje. Przykładem jest jego praca „Łóżko”, gdzie zestawienie szczotek z łóżkiem tworzy estetyczną, choć niepraktyczną całość. W tej pracy Jurek zadaje pytania o granice funkcji i formy, pokazując, że nawet przedmiot o ograniczonej użyteczności może być spójny wizualnie i wywoływać refleksje nad jego rolą. To nietypowe połączenie codziennych przedmiotów budzi uwagę, zmuszając odbiorcę do przemyślenia ich znaczenia w nowym kontekście. Praca ta skłania odbiorcę do zastanowienia się nad tym, co definiuje przedmiot i czy zmiana jego kontekstu może prowadzić do zmiany jego znaczenia.
Jednym z wyzwań jego twórczości jest nie tyle forma, co aktywne zaangażowanie odbiorcy. W realizacji „Ćwiczenia” artysta oddaje w ręce odbiorcy dzieło Niccolò Machiavellego, pozwalając mu „boksować” się z tekstem „Księcia”. W wyniku tego działania litery tekstu rozsypują się, tworząc nowe, nieoczekiwane znaczenia. Jurek sugeruje, że każde dzieło – podobnie jak historia – jest płynne i podlega ciągłej reinterpretacji w zależności od tego, kto na nie patrzy i jak z nim obcuje.

## Nagrody
W 2025 otrzymał nagrodę przyznaną przez Amerykańską Akademię Introligatorstwa (American Academy of Bookbinding) za artystyczną oprawę książki „The First Men in the Moon” autorstwa H. G. Wells’a. Wyróżnienie za sposób zdobienia (Highly Commendable Award for Foil Tooling), zostało przyznane w kategorii OPEN w ramach międzynarodowego triennale OPEN•SET 2025.

## Sympozja i konferencje
- 2025, III Konferencja Stowarzyszenia Introligatorów Polskich, Biblioteka Uniwersytetu Kazimierza Wielkiego w Bydgoszczy[16]
- 2025, konferencja Wokół zagadnień warsztatu artysty: malarza, rzeźbiarza, architekta… Cykl IV, Katedra Historii Sztuki XX wieku w Europie Środkowej i na Emigracji oraz Katedra Historii Sztuki i Kultury, Biblioteka Uniwersytecka w Toruniu[17][18]
- 2024, konferencja SZTUKA jako sposób radzenia sobie z rzeczywistością, Konferencja Arboretum Bolestraszyce: Rękopis Szczerbińskiego. Introligatorstwo i sztuka książki – świadome tworzenie powiązań między sztuką a rzemiosłem[19]
- 2023 – Międzynarodowe Sympozjum Artystyczno-Naukowe Książka artystyczna. Obecna! Druk u podstaw, Akademia Sztuk Pięknych we Wrocławiu[20]

## Wystawy
| 2025 | Kiedy zmysły stają się teoretykami. Hommage à Bunt, Alma Mater Gallery, Uniwersytet Sofijski im. św. Klemensa z Ochrydy, Bułgaria                                                 |
| 2025 | Pocztówka z prowincji, Galeria BWA w Zielonej Górze |
| 2025 | OPEN•SET 2025, Center for the Book, San Francisco, USA |
| 2024 | 17 Biennale Mondiale de la Reliure d’art (międzynarodowe biennale sztuki introligatorstwa artystycznego) \| Centrum Kultury Espace Jean Racine, Saint-Rémy-lès-Chevreuse, Francja |
| 2023 | II Wystawa Stowarzyszenia Introligatorów Polskich, Biblioteka Śląska w Katowicach                                                                                                 |
| 2022 | Synteza Tekstura – architektura \| grafika \| design – Vouleftikon, First Parliament of Greece, Peloponnese, Grecja, pod patronatem miasta Nafplio – DOPPAT                       |
| 2022 | I Wystawa Stowarzyszenia Introligatorów Polskich, Biblioteka Uniwersytecka w Poznaniu                                                                                             |
| 2021 | Stan zero, Muzeum Okręgowe im. Leona Wyczółkowskiego w Bydgoszczy w ramach międzynarodowego festiwalu sztuki Poznań Art Week                                                      |
| 2021 | Strefa wiązania z cyklu wystaw Wszystko co stałe, rozpływa się w powietrzu – Witryny Sztuki UAP, Poznań, PL                                                                       |
| 2020 | System, Galeria Duża Scena, Poznań – w ramach międzynarodowego festiwalu sztuki Poznań Art Week                                                                                   |
| 2019 | Luka! [GAP!], Galeria Duża Scena, Poznań – w ramach międzynarodowego festiwalu sztuki Poznań Art Week                                                                             |
| 2017 | What is The Point? – 2017 Annual Exhibition – Camden Image Gallery, Londyn, UK |
| 2017 | Appearance of…, A&D Gallery, Londyn, UK |
| 2017 | Touchpoint: Borders & Boundaries – Curators’ LAB Gallery, Poznań, PL |
| 2017 | Spółdzielnia – w ramach międzynarodowego festiwalu sztuki Poznań Art Week |
| 2017 | Public Relations, Galeria Duża Scena UAP, Poznań |
| 2016 | What is The Point? – 2016 Annual Exhibition, The Strand Gallery, Londyn, UK |
| 2016 | Do rany przyłóż – wystawa site-specific w ramach 7 PLASTER. Międzynarodowy Festiwal Plakatu i Typografii, Centrum Sztuki Współczesnej Znaki Czasu w Toruniu, 2016                 |